# ألبرت ك. كوهن
ألبرت ك. كوهن (بالإنجليزية: Albert K. Cohen)‏ هو عالم جريمة أمريكي، ولد في 15 يونيو 1918 في بوسطن في الولايات المتحدة، وتوفي في 25 نوفمبر 2014 في تشيلسي في الولايات المتحدة.

## وصلات خارجية
- ألبرت ك. كوهن على موقع الموسوعة البريطانية (الإنجليزية)